# Donald C. Kiraly
Donald C. Kiraly (* 3. November 1953 in Charlottesville, Virginia, USA) ist ein US-amerikanischer Sprachwissenschaftler mit den Arbeitsschwerpunkten Fremdsprachendidaktik und Übersetzerausbildung.

## Leben
Donald C. Kiraly studierte Political Science an der Cleveland State University und schloss dieses Studium im Juni 1976 mit einem Bachelor of Arts ab. Darauf folgte ein Master of Arts in International Relations an der Florida State University, den er im August 1977 beendete. Anschließend arbeitete Kiraly als Englischlehrer am National Institute of Applied Sciences in Lyon (Frankreich) (September 1977-Juni 1981) und an der Lawton School in Gijón (Spanien) (September 1981-Juli 1982). Parallel dazu absolvierte er einen Master of Arts in Teaching of French an der University of Illinois. Darauf folgten Anstellungen als Englischlehrer bei der Internationalen Handelskammer in Roanne (Frankreich) (Januar 1983 bis Juni 1983) und am Fachbereich für Translations-, Sprach- und Kulturwissenschaft (FTSK) der Johannes-Gutenberg-Universität Mainz in Germersheim. Seit Dezember 1984 ist Donald C. Kiraly am FTSK als wissenschaftlicher Mitarbeiter beschäftigt.
Kiraly war außerdem von 1984 bis 2008 als freiberuflicher Übersetzer in den Fachgebieten Wirtschaft, Weinbau, Tourismus, öffentliche Verwaltung und Bankenwesen tätig. Im Januar 1990 erlangte er den wissenschaftlichen Grad Ph.D. mit seiner Dissertation „Toward a Systematic Approach to Translation Skills Instruction“ an der University of Illinois. Er absolvierte Gastprofessuren am Monterey Institute of International Studies in Monterey, (Kalifornien) von August bis November 1999 und an der Ecole Supérieure d’Interprètes et Traducteurs der Universität Paris III von September 2008 bis August 2012. Seit 1990 verfasst und veröffentlicht Kiraly Artikel und Beiträge mit Themenschwerpunkt Fremdsprachendidaktik und Übersetzerausbildung.

## Auszeichnungen
Donald C. Kiraly wurde im Wintersemester 2012/2013 mit dem Internen Lehrpreis der Johannes-Gutenberg-Universität Mainz ausgezeichnet.

## Publikationen (Auswahl)
- A Role for Communicative Competence and the Acquisition-Learning Distinction in Translator Training. In: Bill Van Patten, James F. Lee (Hrsg.): Second Language Acquisition – Foreign Language Learning (= Multilingual Matters. 58). Multilingual Matters, Clevedon u. a. 1990, ISBN 1-85359-054-1, S. 207–215.
- Pathways to Translation. Pedagogy and Process (= Translation Studies. 3). Kent State University Press, Kent OH u. a. 1995, ISBN 0-87338-516-0.
- Collaborative Learning in the Translation Practice Classroom. In: Eberhard Fleischmann, Wladimir Kutz, Peter A. Schmitt (Hrsg.): Translationsdidaktik. Grundfragen der Übersetzungswissenschaft. Tübingen, Günter Narr 1997, ISBN 3-8233-4630-X, S. 152–158.
- A Social Constructivist Approach to Translator Education. Empowerment from Theory to Practice. St. Jerome, Manchester 2000, ISBN 1-900650-32-0.
- Eine Reise auf verschlungenen Pfaden hin zu einer Didaktik des Übersetzens. In: Wolfgang Pöckl (Hrsg.): Übersetzungswissenschaft Dolmetschwissenschaft. Wege in eine neue Disziplin. Wien, Edition Prasens 2004, ISBN 3-7069-0238-9, S. 169–178.
- Sprachmittlung in einer komplexen Welt: Die Übersetzerausbildung im Wandel. In: Gerd Wotjak (Hrsg.): Quo vadis Translatologie? Ein halbes Jahrhundert universitäre Ausbildung von Dolmetschern und Übersetzern in Leipzig. Rückschau, Zwischenbilanz und Perspektive aus der Außensicht. Frank & Timme, Berlin 2007, ISBN 978-3-86596-040-5, S. 191–204.
- mit Silvia Hansen-Schirra (Hrsg.): Projekte und Projektionen in der translatorischen Kompetenzentwicklung (= Publikationen des Fachbereichs Translations-, Sprach- und Kulturwissenschaft der Johannes-Gutenberg-Universität Mainz in Germersheim. Reihe A: Abhandlungen und Sammelbände. 61). Frankfurt am Main, Peter Lang 2013, ISBN 978-3-631-62627-6.
- Das Kultivieren einer Translationsdidaktik – Eine fraktale Perspektive. In: Silvia Hansen-Schirra, Donald Kiraly (Hrsg.): Projekte und Projektionen in der translatorischen Kompetenzentwicklung (= Publikationen des Fachbereichs Translations-, Sprach- und Kulturwissenschaft der Johannes-Gutenberg-Universität Mainz in Germersheim. Reihe A: Abhandlungen und Sammelbände. 61). Frankfurt am Main, Peter Lang 2013, ISBN 978-3-631-62627-6, S. 11–32.